# San Nicolás, La Concordia
San Nicolás är en ort i Mexiko.   Den ligger i kommunen La Concordia och delstaten Chiapas, i den sydöstra delen av landet, 800 km sydost om huvudstaden Mexico City. San Nicolás ligger 620 meter över havet och antalet invånare är 656.
Terrängen runt San Nicolás är kuperad åt sydväst, men åt nordost är den bergig. Runt San Nicolás är det ganska glesbefolkat, med 28 invånare per kvadratkilometer. Närmaste större samhälle är Angel Albino Corzo, 2,1 km söder om San Nicolás. I omgivningarna runt San Nicolás växer huvudsakligen savannskog.